# Sénéchaussée de Came
La sénéchaussée de Came était une petite sénéchaussée (ou peut-être deux, selon Anne Zink) qui regroupait sous l'Ancien Régime quelques paroisses des alentours de Bidache, à une trentaine de kilomètres à l'est de Bayonne. Son ressort se confond à peu de chose près avec celui du duché de Gramont. Son histoire est mal connue, les archives de la sénéchaussée ayant brûlé lors de la Révolution française.

## Histoire de la sénéchaussée
Lorsqu'il érige en 1563 en un comté de Guiche les terres françaises de Gramont, le roi Charles IX précise permettre « d'y créer, ériger et établir un sénéchal et un siège de sénéchal au dit lieu de Guiche (...) lequel (...) connaîtra de toutes causes civiles et criminelles de toute la dite comté de Guiche ».
À une date ultérieure, le siège de la sénéchaussée sera déplacé à Came, où elle siège au château. Plus précisément, selon Jacques Robert, le tribunal de la cour sénéchale siège au château, mais l'auditoire de la cour en un bâtiment dénommé « la Grand'Maison » situé sur l'autre rive de la Bidouze, au quartier de la Ferrière (ou Herrière).
Dans l'intervalle, Anne Zink note l'existence d'archives faisant état en 1684 et 1685 d'une cour ordinaire à Guiche, sans pouvoir élucider avec certitude la relation de cette cour avec la sénéchaussée. Pour sa part, Jacques Robert signale qu'il est attesté qu'en 1712 la sénéchaussée siégeait à Bergouey, et est revenue à Came au milieu du XVIIIe siècle.

## L'hypothèse d'une double sénéchaussée
Alors que Jacques Robert ne distingue qu'une sénéchaussée de Came, qui pour lui « semble avoir fonctionné simultanément en deux endroits différents », Anne Zink propose une autre interprétation qui distingue deux sénéchaussées, l'une en France et l'autre en Navarre.
Dans cette version, la sénéchaussée de Came proprement dite ne couvre que les sept paroisses du duché de Gramont situées en France : les trois paroisses labourdines de Bardos, Guiche et Urt et les quatre paroisses gasconnes de Sames, Léren, Saint-Pé-de-Léren et Came, à l'exception pour cette dernière du quartier de la Ferrière, qui est navarrais. Le duc de Gramont y est seul seigneur justicier ; la juridiction d'appel est le parlement de Bordeaux (ou pour les causes mineures le présidial de Dax).
Une autre sénéchaussée, connue selon les sources sous les noms de Bergouey, Escos ou La Ferrière, est compétente pour les terres navarraises du duché de Gramont et s'étend en conséquence sur Bergouey, Viellenave-sur-Bidouze, Charritte et le quartier de la Ferrière à Escos.